# Dent jugale

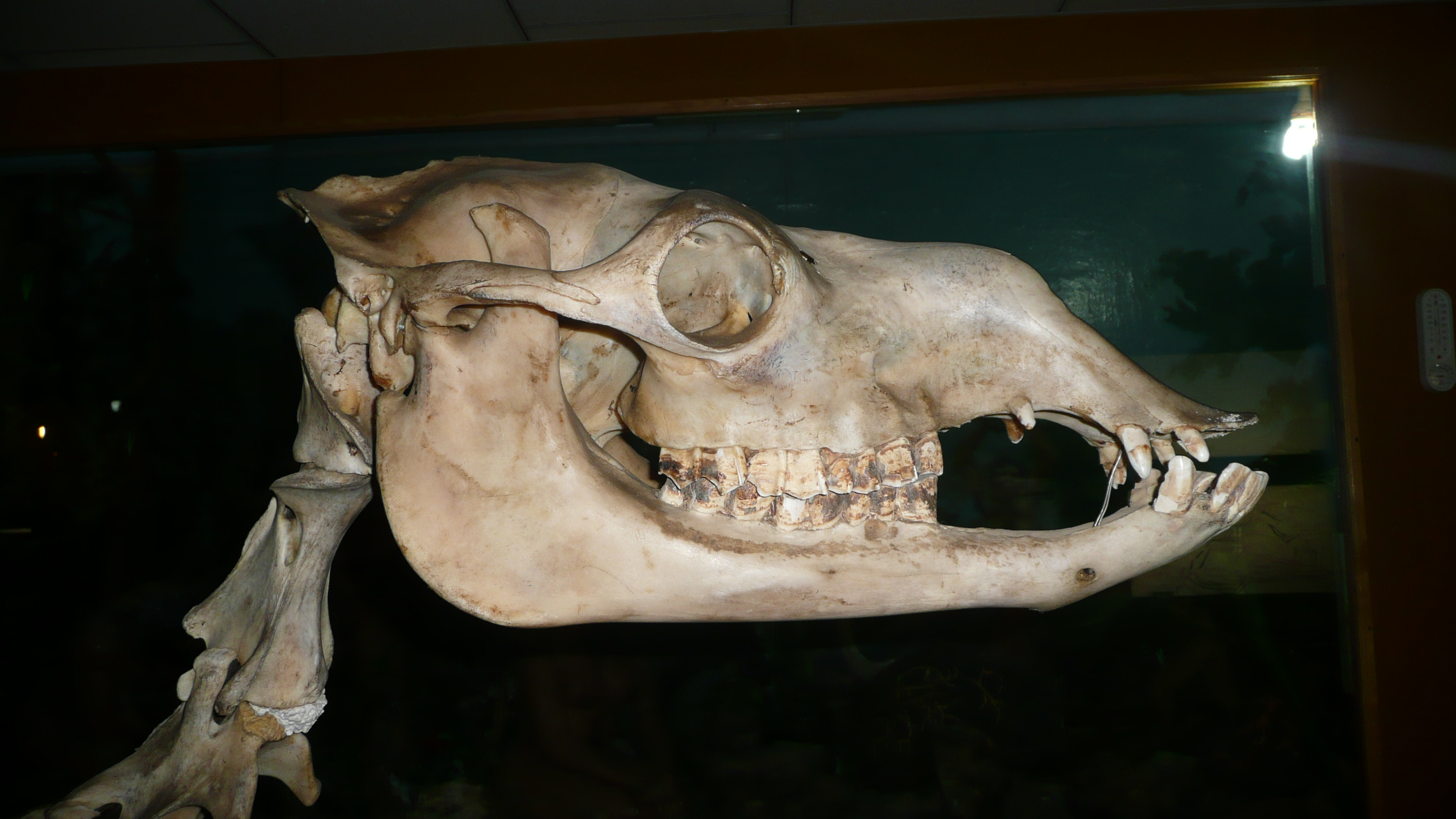
Crâne d'un chameau de Bactriane montrant les dents jugales et les dents labiales, séparées par un espace appelé diastème.

Les dents jugales (du latin jugalis, relatif à la joue), appelées aussi dents postcanines, sont dans la denture de certains animaux, l'ensemble des molaires et prémolaires à fonction principalement masticatrice, par opposition aux dents labiales constituées des incisives et canines spécialisées, en général, dans la préhension des aliments.
Les dents jugales ne sont vraiment distinctes que chez les mammifères, principalement herbivores (rongeurs, ruminants).
On appelle aussi dents jugales les dents masticatrices des dinosaures cératopsiens, même s'ils ne possédaient à l'avant de la mâchoire qu'une sorte de bec.

## Évolution

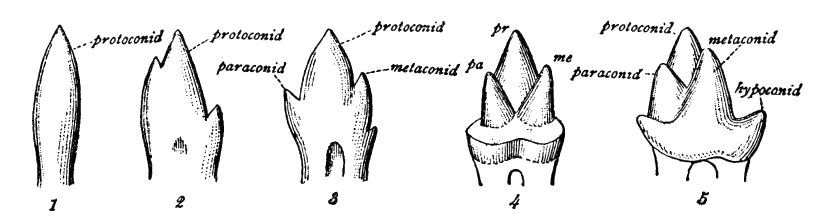
La théorie de la triberculie, sur la formation des molaires, s'établit à partir de la dent conique haplodonte des reptiles.

Dès les Pélycosauriens se différencie, à chaque demi-mâchoire, un groupe de dents caniniformes coupant la série dentaire en dents pré- et post-canines.
L'anatomie comparée permet de mettre en évidence l'adaptation de la denture des Vertébrés. « Le type morphologique le plus simple est la dent conique à une pointe, ou dent unicuspidée. Caractéristique de beaucoup de vertébrés inférieurs, ce type, dit haplodonte (du grec haploos : simple), correspond pour la dent à une fonction de préhension ou de rétention. À ce type s'oppose la dent plexodonte, dent compliquée, à plusieurs tubercules ou cuspides. Caractéristique de la dent jugale des Mammifères, elle revêt une infinité de formes correspondant aux différentes modalités de la fonction de mastication ». L'évolution des dents jugales a été l'objet de plusieurs théories : celle de Cope et Osborn en 1874 (théorie du trituberculisme), modifiée et complété par Gregory en 1910 et Simpson en 1936 (théorie du néotrituberculisme) posent le principe d'une différenciation progressive des dents jugales mammaliennes.